# アリーガル・ムスリム大学

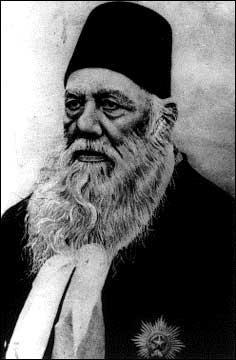
創設者のサイイド・アフマド・ハーン

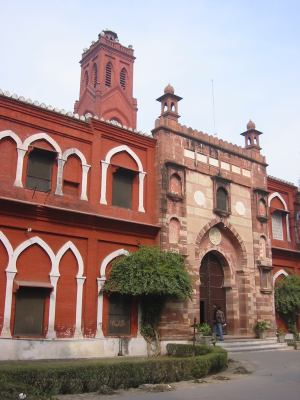
ビクトリア門

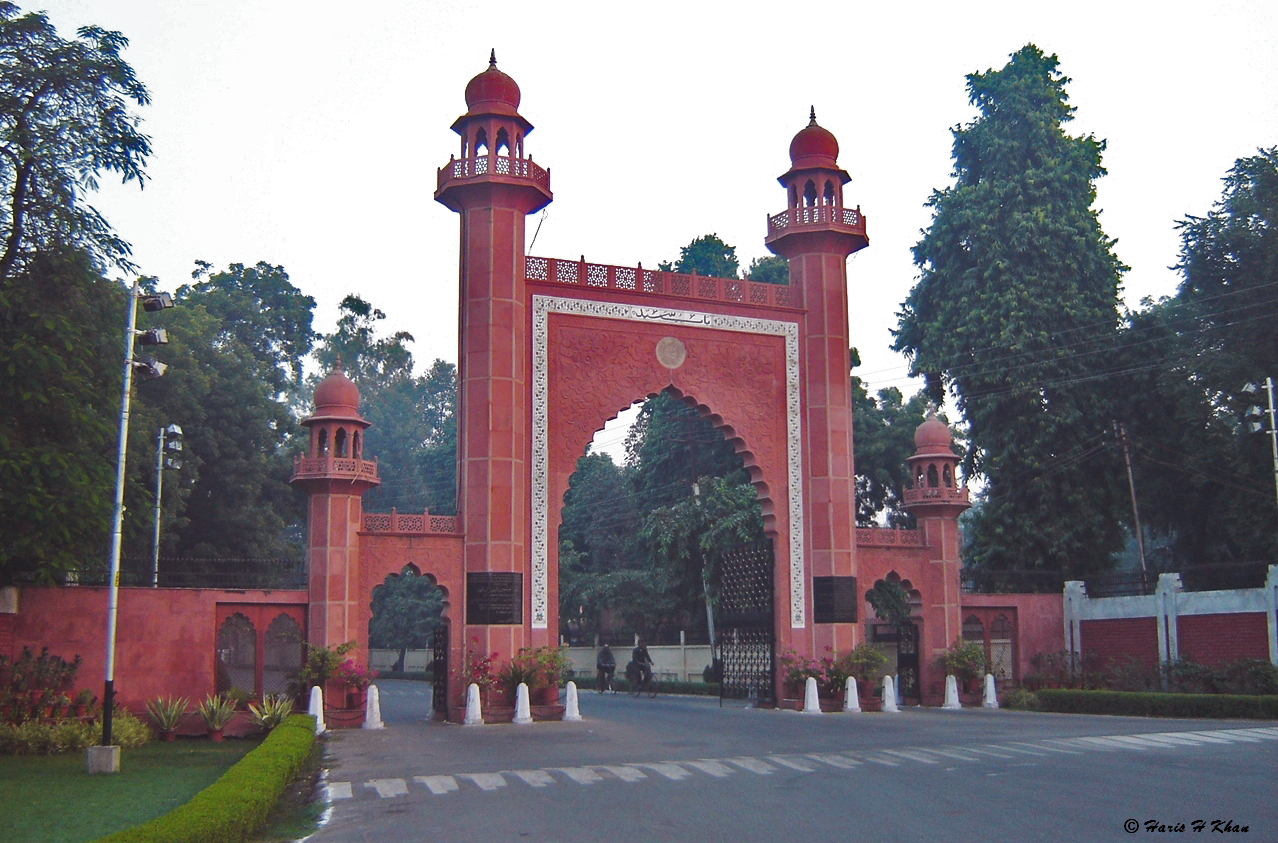

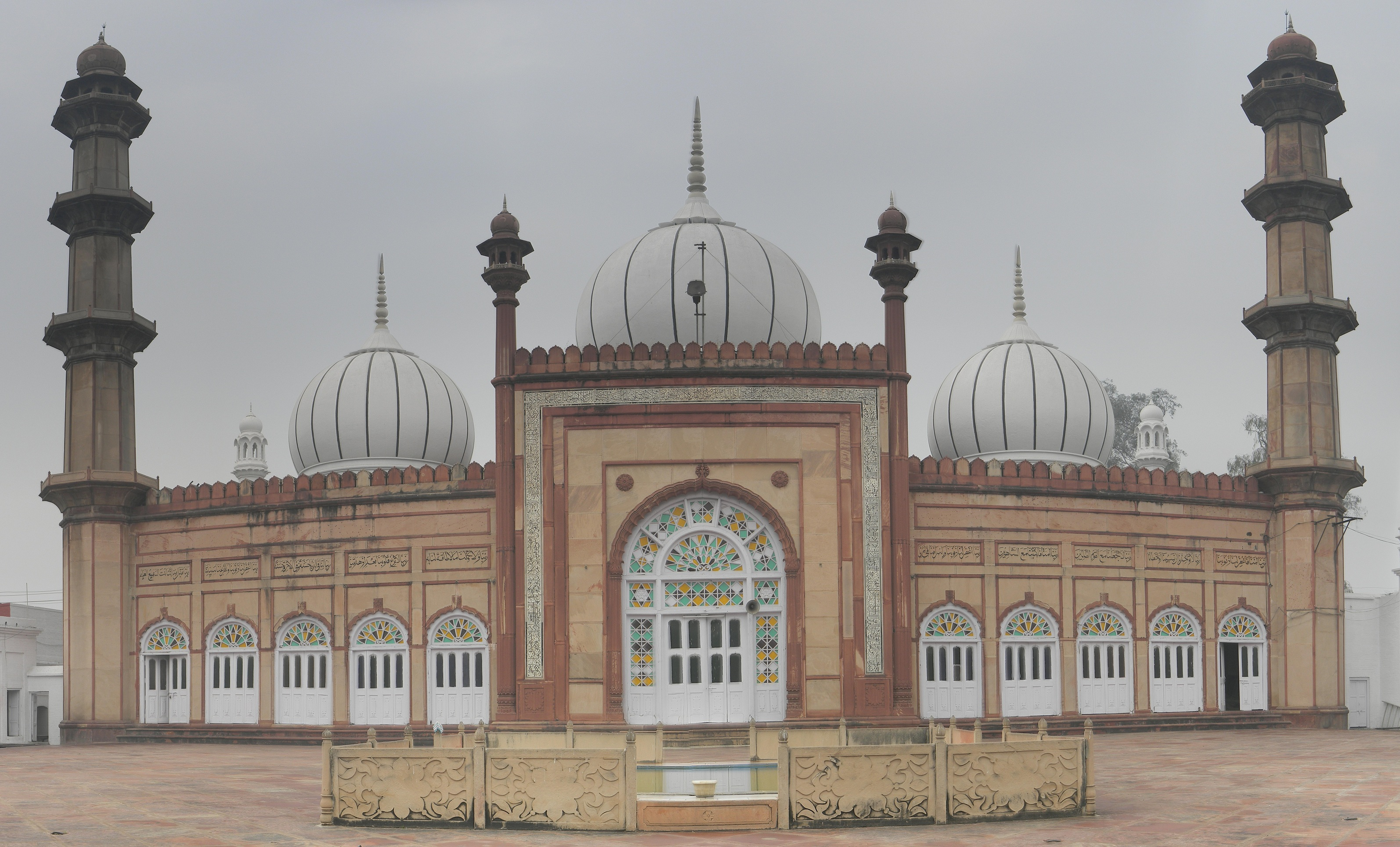

アリーガル・ムスリム大学（ウルドゥー語:علی گڑھ مسلم یونیورسٹی、英語:Aligarh Muslim University）とは、インドの公立大学。アリーガル・ムスリム大学のメイン・キャンパスは、ウッタル・プラデーシュ州のアリーガル市にあり、キャンパスの敷地面積は467.6ヘクタールを超える。インド近現代史において、インド人ムスリムの民族運動（アリーガル運動）に重要な役割を果たし、インド国内のイスラム文化復興に貢献した。様々な専攻を有する総合大学であり、伝統教育から現代教育にわたる300以上のコースを設けている。とりわけアフリカ・西アジア・東南アジアなどから留学生が訪れる国際的な名門で、インドが国家重要研究拠点と定めるINIリスト（Institution of National Importance）にも入っている。
1875年、サイイド・アフマド・ハーンによって創設された。当時の呼称はムハマダン・アングロ・オリエンタル・カレッジ（Mohammedan Anglo Oriental College）であった。1920年、アリーガル・ムスリム大学（Aligarh Muslim University）として認められた。2014年のタイムズ・ハイアー・エデュケーションのアジア・ランキングでは、インド国内３位となっており、政治家・芸術家などで活躍しているインド人ムスリムには、同大学の出身者が多くみられる。
アリーガル・ムスリム大学は、全てのカースト、信条、宗教、ジェンダーから優秀な人材を輩出することを掲げている。一方、大学付属図書館は、設備上の問題があり、女子学生が利用できない状態となっている。また、アリーガル・ムスリム大学は、インドの文学作品や映画作品の舞台としても多く登場する。

## 卒業生
- Sheikh Abdullah：ジャンムー・カシミール州首相
- Muhammad Mansur Ali：バングラデシュ首相
- Liaquat Ali Khan：パキスタン初代首相
- Mohammad Hamid Ansari：インド副大統領
- Fazal Ilahi Chaudhry：パキスタン大統領
- モハメッド・アミン・ディディ：モルディブ初代大統領
- Zakir Husain：インド大統領
- Ayub Khan：パキスタン大統領
- Khan Habibullah Khan：パキスタン大統領代行
- Hamidullah Khan：大英帝国ボーパール藩王国君主
- Malik Ghulam Muhammad：英連邦パキスタン総督
- Khawaja Nazimuddin：英連邦パキスタン総督、パキスタン大統領